# Pavel Čmovš
Pavel Čmovš (* 29. června 1990, Plzeň, ČSFR) je český fotbalový obránce, který aktuálně působí v klubu FK Teplice. Je také bývalým mládežnickým reprezentantem České republiky. Na klubové úrovni působil mimo ČR v Nizozemsku, Bulharsku, Rumunsku a Indii.

## Klubová kariéra
Začal hrát fotbal ve Viktorii Plzeň, odkud v roce 2007 přestoupil do Slavie Praha. V Gambrinus lize však nenastoupil ani k jednomu zápasu.
V roce 2010 ho koupil nizozemský celek NEC Nijmegen, který jej poslal pro sezónu 2010/11 na hostování do druholigového klubu BV Veendam.
V lednu 2014 se o něj zajímaly ukrajinské kluby FK Metalurh Doněck a SK Tavrija Simferopol a také dánský celek Brøndby IF. Nakonec odešel do bulharského Levski Sofia.
V létě 2014 odešel do nově zformované indické ligy Indian Super League, kde byl draftován klubem Mumbai City FC ze 4. kola.
V lednu 2015 po skončení indické Superligy podepsal 6měsíční kontrakt s roční opcí s rumunským týmem FC Rapid București, který se zachraňoval v rumunské nejvyšší lize. Po skončení sezóny 2015/16 se v červenci 2015 vrátil do Indie do týmu Mumbai City FC.

V lednu 2016 byl na testech v českém klubu FK Mladá Boleslav, kde v únoru téhož roku podepsal kontrakt do léta 2018. V 1. české lize debutoval 21. února 2016 v utkání proti AC Sparta Praha (prohra 0:2), odehrál druhý poločas.

## Reprezentační kariéra
Nastupoval za české reprezentační výběry v kategoriích od 17 let. V české „jedenadvacítce“ debutoval 9. února 2011 v přátelském zápase ve Waalwijku s domácím Nizozemskem, který skončil výhrou ČR 1:0.

### Kvalifikace na Mistrovství Evropy hráčů do 21 let 2013
Český výběr byl nalosován do skupiny č. 3 spolu s Arménií, Černou Horou, Walesem a Andorrou. Absolvoval celkem 6 zápasů, Česká republika získala celkem 20 bodů a postoupila z prvního místa ve skupině do baráže o Mistrovství Evropy hráčů do 21 let 2013.
V baráži nastoupil český tým na připravené Rusko, se kterým nejdříve doma prohrál 0:2  a tak ani venkovní remíza 2:2  po vydařenějším výkonu nemohla stačit na postup. Čmovš absolvoval oba barážové zápasy v základní sestavě.